# Battaglia di Tedorigawa
La battaglia di Tedorigawa (手取川の戦い?, Tedorigawa no Tatakai) si svolse nel 1577 vicino al fiume Tedori nella provincia di Kaga in Giappone. Il luogo della battaglia si trova oggi nella prefettura di Ishikawa.

## Antefatti
Dopo la vittoria di Oda Nobunaga nella battaglia di Nagashino, Uesugi Kenshin ruppe la sua alleanza con Oda Nobunaga e Tokugawa Ieyasu, e ne iniziò un'altra nel 1575 con un monaco guerriero dell'Ishiyama Hongan-ji degli Ikkō-ikki e Takeda Katsuyori del clan Takeda, con i quali in precedenza era sempre stato in guerra.
La campagna di Tedorigawa precipitò con l'intervento degli Uesugi nei domini del clan Hatakeyama nella provincia di Noto, un territorio sotto il controllo degli Oda. L'evento che provocò l'intervento Uesugi fu il colpo di stato del generale, simpatizzante Oda, Chō Shigetsura, che uccise Hatakeyama Yoshinori, signore di Noto e lo sostituì con il fantoccio Hatakeyama Yoshitaka. Ne seguì che Kenshin, capo degli Uesugi, mobilitò un'armata e la guidò contro Shigetsura. Di conseguenza Nobunaga mandò un'armata guidata dai suoi migliori generali Shibata Katsuie, Hashiba Hideyoshi e Maeda Toshiie ad aiutare i suoi alleati.
Kenshin prese l'iniziativa e circondò le forze di Shigetsura per non permettergli di congiungersi con quelle Oda, ed intrappolò Chō Shigetsura(Tsunatsura) nel castello di Nanao (principale roccaforte Hatakeyama nella provincia). Riuscì a uccidere Shigetsura, e gli Hatakeyama di Noto cambiarono alleanza con gli Uesugi.

## La battaglia
Le forze Oda sotto il comando di Shibata Katsuie, Hashiba Hideyoshi e Maeda Toshiie attraversarono il fiume Tedori (Minatogawa o Tedorigawa) e si prepararono ad entrare nella provincia di Noto, poiché ancora non sapevano che il castello di Nanao era caduto. L'armata Oda fermò la sua marcia e riattraversò indietro il fiume quando venne a conoscenza della caduta dei castelli di Nanao e Suemori. Uesugi Kenshin, rafforzato dalle truppe Hatakeyama, avanzò verso le posizioni Oda. L'armata Oda voleva usare i cannoni contro gli Uesugi bombardandoli dall'altra parte del fiume. Tuttavia una finta mossa notturna di Kenshin (per far credere di aver diviso le forze) portò Nobunaga ad ordinare a Shibata Katsuie di caricare le linee Uesugi sulle rive del fiume. Kenshin ordinò a quel punto che fossero aperte le cateratte del fiume. La forte corrente del fiume ed anche la pioggia impedì agli Oda di usare in maniera efficace gli archibugi ed i cannoni. La stessa carica Oda fu respinta per la corrente ed anche per la scarsa abilità degli ashigaru di cui era costituita la loro armata; le truppe Oda furono spinti nel fiume. Dopo aver perso migliaia di uomini in combattimento e molti altri cercando di fuggire attraversando il fiume, Nobunaga ordinò il ritiro nella provincia di Ōmi.

## Conseguenze
Kenshin portò la sua armata indietro nella provincia di Noto ed ordinò la riparazione del castello di Nanao, mentre lui tornò a Echigo. Gli Uesugi ebbero una vittoria significativa a Tedorigawa. Come risultato la distribuzione del potere a nord si spostava verso Kenshin e gli Uesugi furono in grado temporaneamente di estendere la loro influenza nella provincia di Kaga. Ci sono numerosi dibattiti di studiosi sulle successive mosse che aveva in mente Kenshin; comunque, da lettere scritte da Kenshin sembra che gli Oda non venissero visti come una reale minaccia in quel momento, anche se Kenshin probabilmente volesse tenere segrete le sue vere intenzioni. In queste lettere ai samurai del Kantō sembra che Kenshin volesse muoversi contro gli Hōjō e non verso Kyōto. Secondo un racconto dell'epoca Nobunaga avrebbe confessato a un suo ufficiale che se Kenshin fosse arrivato a Kyōto con il suo esercito egli non avrebbe avuto altra scelta che arrendersi e sperare di essere risparmiato. Comunque Kenshin morì prima di iniziare le sue mosse. Conseguentemente alla sua morte per il clan Uesugi iniziò una lotta di successione che sfociò in una guerra civile e approfittando della situazione, nel 1582, le forze Oda li ricacciarono indietro nella provincia di Echigo.